# Ле-Пла
Ле-Пла (фр. Le Pla) — коммуна во Франции, находится в регионе Юг — Пиренеи. Департамент коммуны — Арьеж. Входит в состав кантона Керигю. Округ коммуны — Фуа.
Код INSEE коммуны — 09230.

## Население
Население коммуны на 2008 год составляло 67 человек.
| 1962 | 1968 | 1975 | 1982 | 1990 | 1999 | 2008 |
| ---- | ---- | ---- | ---- | ---- | ---- | ---- |
| 84   | 86   | 64   | 71   | 75   | 79   | 67   |

## Экономика
В 2007 году среди 48 человек в трудоспособном возрасте (15—64 лет) 33 были экономически активными, 15 — неактивными (показатель активности — 68,8 %, в 1999 году было 80,9 %). Из 33 активных работали 33 человека (15 мужчин и 18 женщин), безработных не было. Среди 15 неактивных 1 человек был учеником или студентом, 6 — пенсионерами, 8 были неактивными по другим причинам.